# 김미자 (희극인)
김미자(1978년 2월 1일)은 대한민국의 희극 배우이다.

## 출연작

### 방송
- 《사랑과 야망》 (SBS)
- 《그 여자가 무서워》 (SBS)
- 《산너머 남촌에는》 (KBS)